# 강현구
강현구(2006년 9월 27일 ~ )는 대한민국의 배우이다.

## 출연작

### 영화
- 《변산》 (2018년) - 어린 용대 역
- 《보통사람》 (2017년) - 민국 역
- 《오빠생각》 (2016년) - 갈고리 아이 1 역
- 《미쓰 와이프》 (2015년) - 납골당 아이 1 역
- 《숨》 (2014년)

### 드라마
- 《불어라 미풍아》 (MBC, 2016년)
- 《육룡이 나르샤》 (SBS, 2015년)
- 《내 딸, 금사월》 (MBC, 2015년)
- 《봉구야 말해줘》 (EBS, 2014년)
- 《감자별 2013QR3》 (tvN, 2013년)
- 《빠스껫 볼》 (tvN, 2013년)
- 《내 인생의 단비》 (SBS, 2012년)
- 《난폭한 로맨스》 (KBS2, 2012년)
- 《KBS 드라마 스페셜 연작 시리즈 - 화이트 크리스마스》 (KBS2, 2011년)